# Tongyu
Tongyu (chiń. 通榆县; pinyin: Tōngyú Xiàn) – powiat w północno-wschodnich Chinach, w prowincji Jilin, w prefekturze miejskiej Baicheng. W 1999 roku liczył 343 314 mieszkańców.